# Florin Cernat
Florin Lucian Cernat est un ancien footballeur international roumain né le 10 mars 1980 à Galați.

## Palmarès

### Club
Dinamo Bucarest
- Champion de Roumanie en 2000.
- Vainqueur de la Coupe de Roumanie en 2000 et 2001.

 Dynamo Kiev
- Champion d'Ukraine en 2001, 2003, 2004, 2007 et 2009.
- Vainqueur de la Coupe d'Ukraine en 2003, 2005, 2006 et 2007.
- Vainqueur de la Supercoupe d'Ukraine en 2004, 2006 et 2007.
- Vainqueur de la Coupe de la CEI en 2002.

 Hajduk Split
- Vice-Champion de Croatie en 2010.
- Vainqueur de la Coupe de Croatie en 2010.

 Voluntari
- Vainqueur de la Coupe de Roumanie en 2017.
- Vainqueur de la Supercoupe de Roumanie en 2017.